# Krindjabo

Krindjabo är en stad i regionen Sud-Comoé i Elfenbenskusten. Den hade 1 011 invånare vid folkräkningen 2014. Staden har bland annat en fotbollsklubb, le US Krindjabo.